# Sambar (potrawa)
Sambar (tamilski: சாம்பார, '; kannada: ಹುಳಿ; malajalam: സാംബാറ്, telugu: సాంబారు) – danie kuchni południowoindyjskiej; rodzaj zupy na bazie soczewicy i miąższu z owoców tamaryndowca z dodatkiem kompozycji przypraw. W zależności od tradycji rodzinnych, składniki – a zatem i smak – mogą się znacznie różnić. Najczęściej podaje się go wraz z rasamem jako dodatek do dosy.

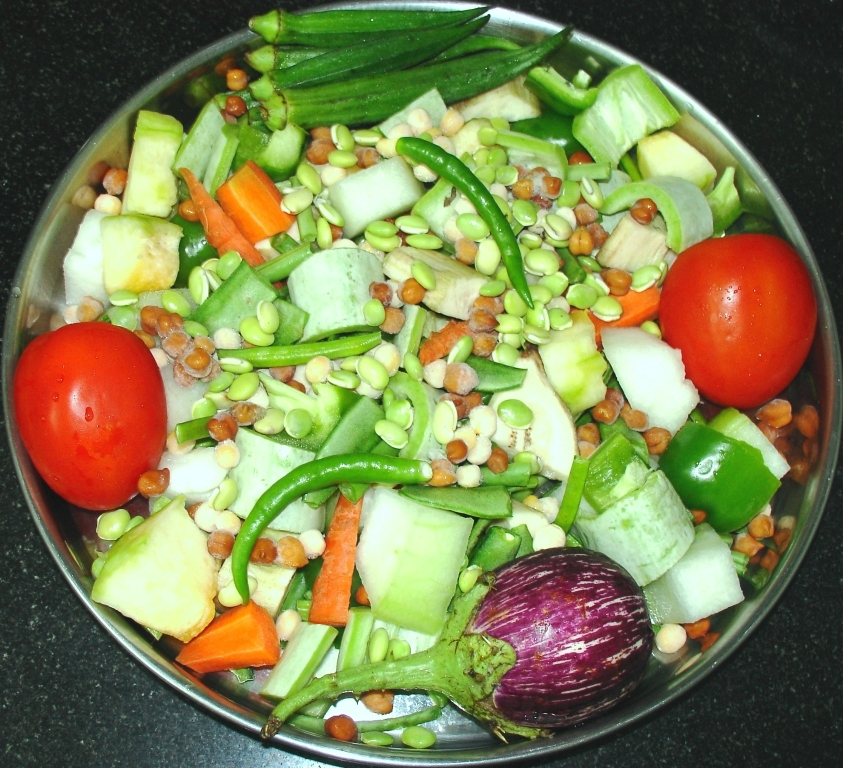
Składniki sambaru

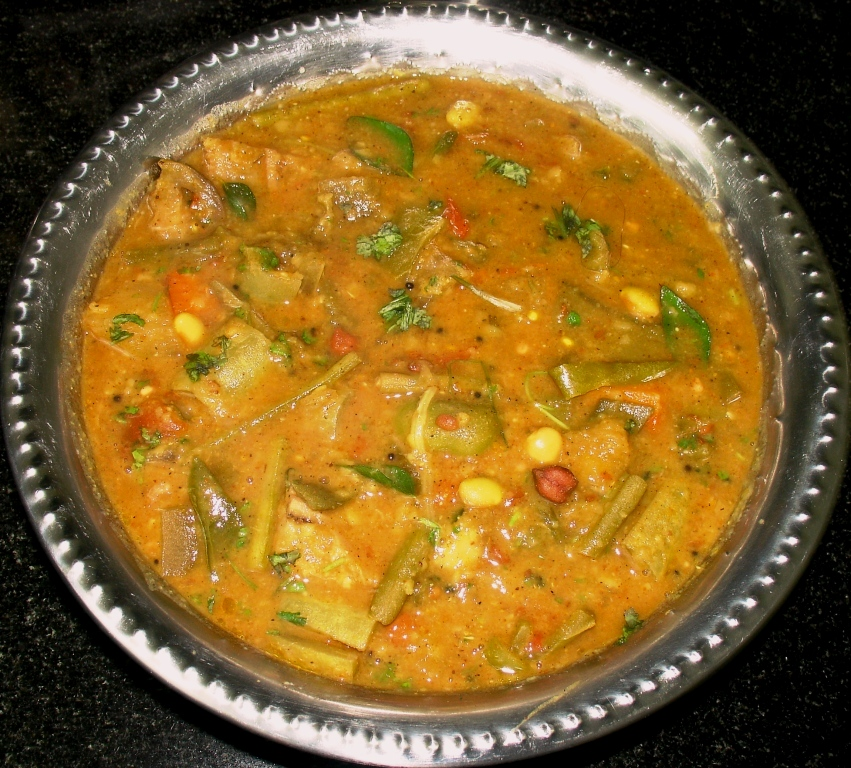
Gotowy sambar